# La màquina
La màquina (títol original: La Machine) és una pel·lícula francesa dirigida per François Dupeyron, estrenada l'any 1994. Ha estat doblada al català.

## Argument
A mig camí entra el drama psicològic i el film d'anticipació, es tracta d'una relectura del famós mite del Dr. Jekyll i Mister Hyde.
Marc Lacroix (Gérard Depardieu) és psiquiatra. Està obsessionat amb la idea de descobrir com l'ànima pren forma al cervell humà. Les seves investigacions el porten a construir una màquina amb la qual creu poder llegir el pensament, però li cal un cobai. Coneix llavors Michel Zyto (Didier Bourdon), psicòpata perillós, hipocondríac, paranoic, tancat en un institut especialitzat… Aquesta personalitat patològica fascina Marc fins al punt que decideix testar sobre ell la màquina. Desgraciadament, l'experiència no té lloc com estava previst…

## Repartiment
- Gérard Depardieu: Dr. Marc Lacroix
- Nathalie Baye: Marie Lacroix
- Didier Bourdon: Michel Zyto
- Natalia Wörner: Marianne
- Erwan Baynaud: Léonard Lacroix
- Claude Berri: Hugues
- Marc Andréoni: El guardià
- Christian Bujeau: Martial
- Julie Depardieu: Una infermera
- Patty Hannock: Marie-Thérèse
- Arsène Jiroyan: El recepcionista
- Aude Thirion: Una infermera

## Crítica
"Depardieu dona vida a un psiquiatre que es veu obligat a pagar les conseqüències d'una equivocació en aquest pobre lliurament fantàstic"